# Solenura ania
Solenura ania är en stekelart som först beskrevs av Francis Walker 1846.
Solenura ania ingår i släktet Solenura och familjen puppglanssteklar. Inga underarter finns listade i Catalogue of Life.